# Mój przyjaciel delfin
Mój przyjaciel delfin – amerykański film przygodowy. Opowieść o przyjaźni chłopca (mieszkańca jednej z wysepek w pobliżu Florydy) i ratującego go z różnych opresji delfina.

## Wersja oryginalna
Reżyseria: James B. Clark 

Muzyka: Henryk Wars

Wystąpili:
- George Applewhite – Szeryf Rogers
- Connie Scott – Kim Parker
- Kathleen Maguire – Martha Ricks
- Joe Higgins – Pan L.C. Parett
- Chuck Connors – Porter Ricks
- Luke Halpin – Sandy Ricks
- Robertson White – Pan Abrams
- Jane Rose – Hettie White

## Wersja polska
Reżyseria: Henryka Biedrzycka

Udział wzięli:
- Tadeusz Bartosik
- Danuta Mancewicz
- Anita Wiśniewska
- Jerzy Tkaczyk
- Anna Łubieńska
- Wilhelm Wichurski